# Aderus albolineatus
Aderus albolineatus es una especie de coleóptero de la familia Aderidae. Fue descrita científicamente por George Charles Champion en 1920.

## Distribución geográfica
Habita en la India.